# 謝明錩
謝明錩（1955年—）台灣的水彩畫家，台北市大龍峒人。
2005年被聘至玄奘大學 視覺傳達設計系任為專任副教授，在校授課課程為水彩。
謝明錩，1955年生，台灣著名水彩藝術家，曾任台灣藝術大學美術系副教授，現任玄奘大學藝術與創作設計系客座教授。
畢業自輔仁大學中文系，曾獲得雄獅美術新人獎、全國美展金龍獎、中華民國畫學會金爵獎等獎。
出版有《水彩畫法的奧秘》此書在1997年獲得金鼎獎，現任台灣藝術大學美術系副教授。曾多次為台灣郵政總局繪製郵票。
活躍於1970年代台灣水彩畫的第一次黃金時代。
27歲時，國家文藝基金會頒給他「青年西畫特別獎」，
40幾歲時，兩度獲邀佳士得國際藝術品拍賣會，
50歲時，臺北市立美術館策劃的《台灣美術發展展》遴選他為70年代台灣鄉土美術的代表，
60歲時，在《全球百大國際水彩名家特展》中被觀眾票選為人氣王第一名。
2014 泰國、新加坡及中國青島國際水彩展獲邀展出
2014作品《我的心靈浴場》榮獲中國水彩博物館典藏
2015獲邀參展《百年華彩-中國水彩藝術研究展》於北京中國美術館
2015 獲邀參展《韓國國際水彩邀請展》於首爾
2016 四幅作品獲邀參展《第一屆中國南寧國際水彩畫邀請展》
2016 榮任《IWS台灣世界水彩大賽暨名家經典展》國際評審團團長
2017 榮任中國濟南《第一屆大衛杯世界水彩大獎賽》總決選國際評審團評審
2018 在台北宏藝術舉辦第十九次個展《是雲霧？還是波濤》，獲邀參展2018首屆馬來西亞國際水彩畫邀請展